# Physcomitrium collenchymatum
Physcomitrium collenchymatum är en bladmossart som beskrevs av Gier 1955. Physcomitrium collenchymatum ingår i släktet huvmossor, och familjen Funariaceae. Inga underarter finns listade i Catalogue of Life.